# Tutti intorno a Linda
Tutti intorno a Linda è un film del 2009 diretto da Barbara e Monica Sgambellone.

## Trama
Linda è una ragazza come tante che vive a Torino; ha trent'anni alla ricerca di un futuro come attrice.
Sara ed Edoardo, giovane poeta, amico a sua volta di Arturo, un vecchio libraio con cui condivide la passione letteraria, sono i compagni di appartamento di Linda. Cloe, proprietaria del Tempio di Cloe, un negozio di articoli etnici ed esoterici, è una delle migliori amiche di Linda ed assieme a Sara ascolta tutti i problemi dell'amica.
Linda è una ragazza moderna, divertente e che sa divertirsi, ma è anche sbadata e piena di insicurezze. Vorrebbe diventare un'attrice ma per ora i provini che riesce a superare la confinano nel mondo della pubblicità, uno spazio che le sta stretto. Giacomo, suo collega, le ricorda spesso che la pubblicità è lontana dal mondo dorato del grande schermo.
All'improvviso vita di Linda cambia: dopo una visita medica scopre di avere l'endometriosi.  Candidamente il dottor De Luna le pone una questione che influenzerà molto la vita di Linda: operarsi oppure avere un figlio entro un anno. A causa di un trauma infantile, Linda rifiuta con totale caparbietà di operarsi, è terrorizzata di tornare sotto i ferri, preferisce avere una gravidanza piuttosto che tornare in una sala operatoria.
La soluzione più semplice sembra essere quella di scegliere l'uomo ideale tra le persone che abitualmente frequenta, ma nessuno sembra essere un candidato ideale: Giacomo che la vuole solo portare a letto, Stefano, ex fidanzato ancora totalmente innamorato di Linda, e Lorenzo a cui sembra unita solo per l'ottima intesa sessuale.
Ma la fortuna assiste Linda, dopo nove mesi è in sala parto.